# Borland Quattro Pro
Borland Quattro Pro ist ein Tabellenkalkulationsprogramm, das von Borland entwickelt wurde und meist als Bestandteil des Officepaketes WordPerfect Office Verbreitung fand. Seit 1996 wird das Produkt von Corel vertrieben. Als das Produkt 1988 auf den Markt kam, hieß es zunächst Quattro (die italienische Bezeichnung für „vier“ als logische Konsequenz zu Lotus 1-2-3). Borland änderte ab der 1990er Veröffentlichung den Namen zu Quattro Pro.

## Geschichte

### Borland Quattro
Das Originalprogramm wurde auf DOS-Ebene von Adam Bosworth und Lajos Frank hauptsächlich in Assembler geschrieben. Zunächst wurde es ein kommerzieller Flop.

### Borland Quattro Pro
Daraufhin wurde ein Ersatzprodukt mit dem Namen „Surpass“ in Modula-2 erworben. Die Hauptentwickler und Programmierer Bob Warfield, Dave Anderson, Weikuo Liaw, Bob Richardson und Todd Landis wurden von Borland eingestellt, um Surpass letztlich unter neuem Namen als Quattro Pro auf den Markt zu bringen.
Das Vorgängerprodukt von Bob Warfield war „Farsight“ von Farsight Technologies. Es war eines der ersten Kalkulationsprodukte, die „Window-Fenster“ hatten. Es war in Modula-2 geschrieben. Eine Besonderheit war, dass die Druckertreiber direkt bei der Installation kompiliert wurden.
Farsight war sehr populär in den Schulen, da es rund 50 % günstiger war als Lotus oder Excel.
Borland Quattro Pro erreichte durch eine gezielte Programmierung einen hohen Grad an paralleler Ausführung zwischen dem Hauptprozessor und dem x87 Koprozessor, wenn letzterer vorhanden war, was es bei Kalkulationen oft schneller machte als die Produkte der Konkurrenz. Borland Quattro Pro war damit auch zum Zeitpunkt seines Erscheinens eines der wenigen Programme, das von einem x87 Koprozessor Gebrauch machen konnten.
Version 2.0 für DOS
Die 1990 erschienene Version 2.0 bot erstmals 3D-Grafik und einen Solver (Solve For).

## Versionen
- 1987: Quattro 1.0
- 1989: Quattro Pro 1.0
- 1991: Quattro Pro 2.0
- 1992: Quattro Pro for Windows 1.0 – (auch in Borland Office for Windows (1993))
- 1993: Quattro Pro for Windows 5.0 – (auch in Borland Office 2.0 for Windows)
- 1994: Quattro Pro for Windows 6.0 (enthalten in Novell PerfectOffice 3.0)
- 1996: Quattro Pro 7 (enthalten in Corel WordPerfect Suite 7)
- 1998: Quattro Pro 8 (enthalten in Corel WordPerfect Suite 8)
- 2000: Quattro Pro 9 (enthalten in Corel WordPerfect Office 2000)
- 2002: Quattro Pro 10 (enthalten in Corel WordPerfect Office 2002)
- 2003: Quattro Pro 11 (enthalten in Corel WordPerfect Office 11)
- 2004: Quattro Pro 12 (enthalten in Corel WordPerfect Office 12)
- 2006: Quattro Pro X3 (enthalten in Corel WordPerfect Office X3)
- 2008: Quattro Pro X4 (nur als englische Sprachversion in Corel WordPerfect Office X4)
- 2010: Quattro Pro X5 (nur als englische Sprachversion in Corel WordPerfect Office X5)
- 2012: Quattro Pro X6 (nur als englische Sprachversion in Corel WordPerfect Office X6)
- 2014: Quattro Pro X7 (nur als englische Sprachversion in Corel WordPerfect Office X7)
- 2016: Quattro Pro X8 (als englische Sprachversion in Corel WordPerfect Office X8)
- 2018: Quattro Pro X9 (als englische Sprachversion in Corel WordPerfect Office X9)
- 2020: Quattro Pro 2020 (als englische Sprachversion in Corel WordPerfect Office 2020)